# E-izobraževanje
E-izobraževanje oziroma e-učenje predstavlja izobraževanje, usposabljanje in izpopolnjevanje s pomočjo sodobne informacijsko komunikacijske tehnologije oziroma interneta. Pri tej vrsti izobraževanja sta učenec in učitelj praviloma krajevno in časovno ločena, vendar med njima obstaja neka komunikacija. Pravi pomen je e-izobraževanje dobilo prav z vzpostavitvijo učinkovitih načinov komunikacije prek interneta. Najpogostejša oblika e-izobraževanja se pojavlja v kombinaciji s tradicionalno obliko poučevanja, to je kombinirano izobraževanje, kamor sodi tudi kombinirano učenje.
E-izobraževanje označuje še cela vrsta drugih izrazov, med njimi najpogostejši je e-učenje. Velikokrat še vedno zasledimo izobraževanje na daljavo, daljinsko učenje in podobno. E-izobraževanje prinaša sodelujočim celo vrsto prednosti v primerjavi s klasičnim načinom izobraževanja.